# Sylvie Fleury
Sylvie Fleury (Ginevra, 24 giugno 1961) è un'artista svizzera.
Il suo lavoro descrive generalmente oggetti con attaccamenti sentimentali ed estetici nella cultura del consumatore, così come il paradigma della nuova era. .  Nello specifico, gran parte del suo lavoro affronta le questioni del consumo di genere e le relazioni feticistiche con gli oggetti di consumo. I critici hanno etichettato il suo lavoro "post-appropriazionista" e i suoi libri L'arte della sopravvivenza, La prima astronave su Venere e altri veicoli, e Parkett numero 58 (con Jason Rhoades e James Rosenquist), sono stati presentati a livello internazionale. Nel 2015 ha vinto il Prix de la Société des arts di Ginevra..
"Fleury crea oggetti seducenti e installazioni multimediali che, sebbene possano essere scambiate per approvazione, presentano un sottile commento sulla superficialità della società dei consumi e dei suoi valori." Riferendosi ai ready-made di Marcel Duchamp e all'ossessione di Andy Warhol per lo shopping, Fleury attinge da abbigliamento di lusso, corse di Formula 1, arte contemporanea, copertine di riviste e oggetti di design. La frase "Sì a tutti" è un tema ricorrente in gran parte degli oggetti di Fleury (compresi cesti di rifiuti placcati in oro e segni impreziositi da cristalli Swarovski), prendendo in prestito il comando profano per il computer per criticare il desiderio sempre più incontrollabile dei consumatori prima del collasso economico globale del 2007 ".
"Per molti anni Sylvie Fleury, che nel 1993 ha già esposto alla 45 Biennale di Venezia, è stata regolarmente rappresentata in gallerie e case espositive internazionali. Le sue installazioni pongono domande sull'autocoscienza culturale della società occidentale: come il nostro consumo influenza la nostra identità, come fa il mondo dei prodotti a risvegliare il nostro desiderio e come controlla la nostra immaginazione di bellezza e attrattiva. "

## Opere selezionate
- Coco, 1990
- Bedroom ensemble, 1997
- London, 1991
- Skin Crime no. 6, 1997

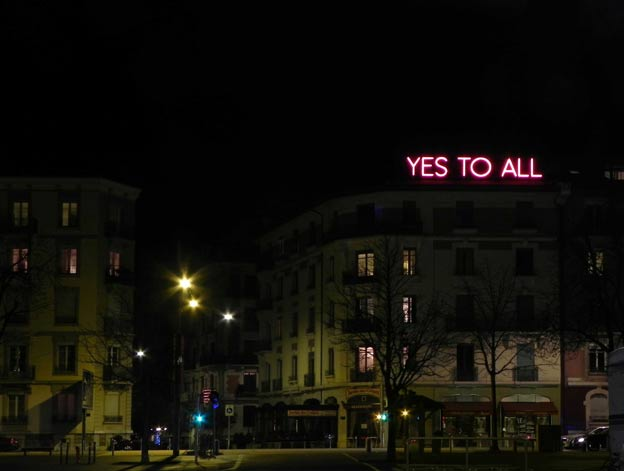
Sylvie fleury's Installation on a roof around the "Plaine de Plainpalais", Geneva, Switzerland. Belong to the Neons Project of the FMAC and FCAC.

- Cuddly Painting, 1997, Rebecca Camhi Gallery[4]
- Pleasures, 2001
- 400 Pontiac, 1999
- Here comes Santa / Bells (IX), 2003
- Monolith, 2005
- Prada Alfissima
- Stolen Kisses for Dom Pérignon, 2008
- Yes to all, 2016

## Libri
- Sylvie Fleury 49000 (2001)
- First Spaceship on Venus and Other Vehicles: 24a Bienal Internacional de Sao Paulo Em 1998 – Suiça (1998)
- Some kind of heaven (1997)
- Parkett: Sylvie Fleury, Jason Rhoades, James Rosenquist (2000)